# 三井不動産ファシリティーズ
三井不動産ファシリティーズ株式会社（みついふどうさんファシリティーズかぶしきかいしゃ）は、三井不動産グループの総合建物管理会社である。

## 概要
三井不動産が所有・管理する建物を中心に、350棟以上のオフィスビル、商業施設、病院、ホテル、マンション、美術館等の管理を請け負っている。首都圏を中心に東日本エリアで事業展開している。
三井不動産の完全子会社であるが、親会社とは別個に三井グループによって設立された公益財団法人・三井文庫の賛助会社となっている。

## 沿革
- 1957年（昭和32年）12月 - 第一整備株式会社として設立[3]。
- 1960年（昭和35年）8月 - 三井不動産の傘下に入り、日比谷三井ビルディングの管理業務を受注[3]。
- 1968年（昭和43年）4月 - 霞が関ビルディングの管理業務を受注[3]。
- 1972年（昭和47年）3月 - 関東第一整備株式会社（現・ファースト・ファシリティーズ群馬）を設立[3]。
- 1973年（昭和48年）3月 - 環境整備株式会社（現・ファースト･ファシリティーズ千葉）を設立[3]。
- 1987年（昭和62年）
  - 5月 - 株式会社ディス横浜（後のファースト・ファシリティーズ横浜）を設立[3]。
  - 12月 - 株式会社ディスホテルサービス（現・東京プロパティサービス）を設立[3]。
- 1993年（平成5年）4月 - 東京都知事認定の職業能力開発校「ビルコム21」（現・FFCカレッジ）を開校。
- 1998年（平成10年）11月 - ISO 9002認証取得[3]。
- 2001年（平成13年）
  - 8月 - ISO 14001認証取得[3]。
  - 10月 - 三鷹の森ジブリ美術館の管理業務を受注。
- 2002年（平成14年）7月 - ISO9002からISO9001への移行登録[3]。
- 2005年（平成17年）
  - 4月 - ファースト・ファシリティーズに商号変更[3]。
  - 12月 - 日本橋三井タワーの管理業務受注[3]。
- 2007年（平成19年）
  - 3月 - ららぽーと横浜および東京ミッドタウンの管理業務を受注[3]。
  - 9月 - 東京倶楽部ビルディングの管理業務を受注[3]。
- 2008年（平成20年）2月 - 赤坂Bizタワーの管理業務を受注[3]。
- 2013年（平成25年）4月 - 三井不動産ファシリティーズに商号変更[3][4]。
- 2014年（平成26年）4月 - ファースト・ファシリティーズ横浜を吸収合併[3]。
- 2015年（平成27年）
  - 2月 - ららぽーと富士見の管理業務を受注。
  - 4月 - 大崎ブライトタワー、大崎ブライトコア、大崎ブライトプラザの管理業務を受注。
  - 10月 - EXPOCITYの管理業務を受注。
  - 11月 - 三井不動産ロジスティクスパーク日野の管理業務を受注。
- 2016年（平成28年）
  - 8月 - ららぽーと湘南平塚の管理業務を受注。
  - 10月 - 三井不動産ロジスティクスパーク船橋Ⅰを受注。
- 2017年（平成29年）10月 - 東京ミッドタウン日比谷の管理を受注。
- 2018年（平成30年）8月 - ららぽーと名古屋みなとアクルスの管理業務を受注。
- 2019年（平成31年）3月 - 日本橋室町三井タワーの管理業務を受注。
- 2020年（令和2年）6月 - RAYARD MIYASHITA PARKの管理業務を受注。
- 2021年（令和3年）3月 - 三井リンクラボ新木場1受注。